# Phantasmagoria of Flower View
Touhou Kaeidzuka ~ Phantasmagoria of Flower View (яп. 東方花映塚 〜 Phantasmagoria of Flower View, То̄хо̄ Каейдзука, досл. «Східний курган квіткових віддзеркалень 〜 Фантасмагорія квіткового пейзажу») — гра 2005 року в жанрі Bullet hell та двобійний скрол-шутер, розроблений Team Shanghai Alice. Це дев'ята гра серії Touhou Project. Phantasmagoria of Flower View, як і третя гра серії, Phantasmagoria of Dim. Dream, відрізняється тим, що в боях беруть участь два гравця одночасно, випускаючи велику кількість куль, щоб перемогти одне одного.

## Ігролад

Бій між Сакуєю (ліворуч) та Медіцін (праворуч). Медіцін щойно атакувала чарокарткою, що відображається на екрані Сакуї.

Phantasmagoria of Flower View — вертикальний скрол-шутер із розділеним екраном, у якій два гравці використовують атаки, щоб захищатися від ворогів, які стрілятимуть по ним, і можуть, випускати чарокартки на екран суперника. Як і в більшості ігор Touhou Project, у Phantsamagoria of Flower View гравець має шкалу здоров'я, яка дозволяє йому пережити кілька влучань, і рівень закінчується, коли один з гравців гравець виснажує здоров'я свого опонента.
У грі є режим історії, в якім гравець битиметься із дев'ятьма супротивниками, що стають дедалі складнішими. Після проходження гри без продовжень розблоковується екстра, що містить один значно складніший рівень на якому гравець має лише одне життя. У двобої гравець може битися з супротивником на одному рівні, керованому або ШІ, або людиною, локально або через Інтернет.

## Сюжет
Аномально пишна весна прийшла до Ґенсокьо. Всі рослини розцвіли, навіть позасезонні квіти та бамбук, а феї та інші істоти стали гіперактивними. Ця неприродна весна спонукала героїнь вирушити з'ясовувати причини цього. Причиною є надприродне явище, яке трапляється раз на шістдесят років (шістдесятирічний цикл), коли щось важливе відбувається у зовнішньому світі та наповнює Ґенсокьо привидами, які потім оселяються в квітах та змушують їх надмірно цвісти.

## Персонажі

Персонажі PoFV.
Ліва колонка:
Рейму, Сакуя, Райсен, Лірика, Лунаса, Теві, Медіцін, Комачі.
Права колонка:
Маріса, Йому, Чірно, Мерлін, Містія, Ая, Юка, Ейкі Шікі.

Загалом в грі є 16 персонажів, серед яких: усі доступні в двобої, 14 — в історії, а 14 — в екстрі.
- Рейму Хакурей (яп. 博麗 霊夢): Міко храму Хакурей. Пішла розслідувати цвітіння квітів, думаючи, що не зробивши нічого з цим, інші подумають, що вона ледарює, бо її обов'язок розв'язувати інциденти.
- Маріса Кірісаме (яп. 霧雨 魔理沙): Звичайна чарівниця. Розслідує цвітіння від нудьги.
- Сакуя Ідзайой (яп. 十六夜 咲夜): Покоївка особняку багряної дияволиці. Вона не бачила в квітах загрози, тому збирає чай поки розслідує.
- Йому Компаку (яп. 魂魄 妖夢): Напівпривид з потойбіччя. Принцесу привидів потойбіччя, Ююко, не цікавив розцвіт квітів, тому Йому пішла сама.
- Рейсен Удонґеїн Інаба (яп. 鈴仙・優曇華院・イナバ): Кролик з місяця, яка живе в Ейентеї. кролики Ейентею стали невгамовними через квіти, тому Рейсен вирішила розслідувати, а також приглядати за Теві, яка зникла.
- Чірно (яп. チルノ): Фея льоду на озері коло особняку багряної дияволиці. Так як квіти збуджують фей, вона вирушає милуватися квітами. В мануалі до гри, ZUN помітив її як «⑨ йолоп» (⑨バカ, baka). Відтоді ⑨ (вимовляється «марукю̄» в японській або «nineball» в англійській) набуло слави скорочення для Чірно і «йолоп» в фандомі.
- Лірика Прізмрівер (яп. リリカ・プリズムリバー): Клавішник серед сестер Прізмрівер. Відділяється від сестер і йде сама, та вирушає збирати натхнення протягом буяння.
- Мерлін Прізмрівер (яп. メルラン・プリズムリバー): Трубач серед сестер Прізмрівер. Буянням квітів не цікавиться. Присутня лише двобої.
- Лунаса Прізмрівер (яп. ルナサ・プリズムリバー): Скрипаль серед сестер Прізмрівер. Буянням квітів не цікавиться. Присутня лише двобої.
- Містія Лорелей (яп. ミスティア・ローレライ): Нічний горобець, яка любить співати. Просто шукає місця, щоб поспівати.
- Теві Інаба (яп. 因幡 てゐ): Голова кроликів Ейентею. Кролики збудилися через квіти, зокрема Теві. Вона пішла гратися не кажучи нікому.
- Ая Шямеїмару (яп. 射命丸 文): Репортерка тенґу веде власний часопис, Бунбунмару Шінбун (文々。新聞). Вважаючи, що квітковий інцидент стане сенсацією, вирушає слідкувати за іншими. Хоча це її перша ігрова поява, вона з'явилася як головна героїня книги Bohemian Archive in Japanese Red, що була опублікована незадовго до гри.
- Медіцін Меланхолі (яп. メディスン・メランコリー): Покинута лялька, яка стала самосвідомою впродовж років через вплив конвалій. Буяння посилило отруту конвалій, спонукаючи Медіцін випробувати силу отрути на будь-кому кого вона зустріне.
- Юка Кадзамі (яп. 風見 幽香): Йокай, яка керує квітами, повернулась з новим дизайном і прізвищем з своєї появи в Lotus Land Story, випущеної на PC-98. Хоча не вона почала інцидент, але вона стала головним підозрюваним.
- Комачі Онодзука (яп. 小野塚 小町): Шініґамі, яка мала переправляти душі мертвих через річку Сандзу, але її ледарство призвело до того, що велика кількість душ оселилася в квітах, спричинивши інцидент.
- Ейкі Шікі, Ямазанаду (яп. 四季映姫・ヤマザナドゥ): Яма відповідальна за суд над мертвими в Ґенсокьо, що відображено в її титулі Ямазанаду, або «Яма в Занаду». Душі мертвих не перетинають річку Сандзу, тому вона йде відвідати Комачі. А також повчати всіх кого вона зустрічає про їхні гріхи.

## Розробка
ZUN, єдиний член Team Shanghai Alice, спочатку не планував створювати гру влітку 2005 року; однак передумав, коли зрозумів, що 2005 рік — це десята річниця Touhou Project, і вирішив створити фан-сервісну гру, щоб відзначити цю подію. Він вважав, що в грі найкращий вид фан-сервісу — це налаштувати гравців один проти одного, щоб вони могли зустрітися, і проводити турніри тощо. У цьому дусі ZUN адаптував систему, яку використовувала Twinkle Star Sprites, для створення версус-шурера, зосередившись на ухиленні від куль (як і в інших іграх Touhou), а не на стрілянині один в одного. Хоча ZUN зазвичай розробляє ігри самостійно, Alphes з Twilight Frontier вказаний як «графічний помічник» у грі.
Після виходу гри на 68-му Комікеті, ZUN працював над мережевим патчем для підтримки онлайн-мультиплеєра та випустив його у жовтні 2005 року. Патч був не без проблем, оскільки онлайн-ігри часто були несинхронізованими та нестабільними. Однак через рік ZUN оголосив, що не продовжуватиме створювати патчі для покращення нетплею PoFV, оскільки хоче рухатися вперед.
ZUN також написав короткий спіноф до PoFV під назвою Sexagennially Empurpled Fragrant Flower (яп. 六十年ぶりに紫に香る花) , як частину фанбуку Seasonal Dream Vision, головним героєм якого є Юкарі Якумо.
Phantasmagoria of Flower View вийшла в Steam 25 квітня 2022 року. Реліз підтримує Steam «Remote Play Together» для багатокористувацького онлайн-режиму. Це робить її єдиною грою з Першого Windows покоління Touhou, яку наразі можна придбати, оскільки вважається, що вихідний код інших ігор, раніше неї, втрачено.

## Нотатки
1. ↑  Phantasmagoria of Flower View was sold on the final day of Comiket 68.